# Педро Сернаджотто
Педро Сернаджотто (італ. Pedro Sernagiotto, 17 листопада 1908, Сан-Паулу — 5 квітня 1965, Сан-Паулу) — італійський футболіст, що грав на позиції правого крайнього нападника.
Виступав, зокрема, за клуби «Палестра-Італія» та «Ювентус», а також збірну Бразилії.
Дворазовий чемпіон Італії. Переможець Ліги Пауліста.

## Клубна кар'єра
Син емігрантів з італійської Фріулі, він жив у центрі Сан-Паулу, недалеко від Руа-Августи.
У дорослому футболі дебютував 1927 року виступами за команду «Палестра-Італія», в якій провів три сезони, взявши участь у 54 матчах чемпіонату.  У складі «Палестра-Італія» був одним з головних бомбардирів команди, маючи середню результативність на рівні 0,37 гола за гру першості.
Своєю грою за цю команду привернув увагу представників тренерського штабу клубу «Ювентус», які запросили гравця наприкінці 1930 року. Під час переїзду з Південної Америки у Європу на кораблі до нього підійшли два представники клубу «Дженоа», запропонувавши підписати контракт з цим клубом. У підсумку у Сернаджотто виявилось два контрактних підписи, за що він отримав річну дискваліфікацію від італійської футбольної федерації.
Цілий рік за «стару сеньйору» він виступав лише у товариських матчах. Відбувши дискваліфікацію, Серргаджотто зумів на позиції правого нападника витіснити з основи клубу Федеріко Мунераті. За цей час двічі виборював титул чемпіона Італії. Виступав у складі клубу в Кубку Мітропи, де команда двічі доходила до півфіналу.
Згодом з 1934 по 1940 рік грав у складі команд «Палестра-Італія», «Сан-Паулу» та «Португеза Деспортос».
Завершив ігрову кар'єру у команді «Палмейрас», за яку виступав протягом 1941—1943 років і з якою виграв титул переможця Ліги Пауліста.

## Виступи за збірні
1930 року дебютував в офіційних матчах у складі національної збірної Бразилії. Протягом кар'єри у національній команді, яка тривала 1 рік, провів у її формі 3 матчі.
Став одним з численних «оріундо», футболістів, які виступали за збірну Італії, хоча народились за межами країни. Щоправда, Сернаджотто в основній збірній ні разу не зіграв, провівши лише 1 матч за другу збірну Італії
Помер 5 квітня 1965 року на 57-му році життя у місті Сан-Паулу.

### Статистика виступів у кубку Мітропи
| №                      | Розіграш               | Стадія                 | Дата та місце проведення | Команда 1              | Рахунок | Команда 2        | Голи та інші дії |
| ---------------------- | ---------------------- | ---------------------- | ------------------------ | ---------------------- | ------- | ---------------- | ---------------- |
| 1                      | 1932                   | 1/4                    | 25.06.1932, Турин        | Ювентус                | 4:0     | Ференцварош      | 59'              |
| 2                      | 1932                   | 1/4                    | 03.07.1932, Будапешт     | Ференцварош            | 3:3     | Ювентус          |                  |
| 3                      | 1932                   | 1/2                    | 6.07.1932, Прага         | Славія (Прага)         | 4:0     | Ювентус          |                  |
| 4                      | 1932                   | 1/2                    | 10.07.1932, Турин        | Ювентус                | 2:0     | Славія (Прага)   |                  |
| 5                      | 1933                   | 1/4                    | 22.06.1933, Будапешт     | Уйпешт                 | 2:4     | Ювентус          | 64'              |
| 6                      | 1933                   | 1/4                    | 29.06.1933, Турин        | Ювентус                | 6:2     | Уйпешт           |                  |
| 7                      | 1933                   | 1/2                    | 09.07.1933, Відень       | Аустрія (Відень)       | 3:0     | Ювентус          |                  |
| 8                      | 1933                   | 1/2                    | 16.07.1933, Турин        | Ювентус                | 1:1     | Аустрія (Відень) |                  |
| 9                      | 1934                   | 1/8                    | 17.06.1934, Турин        | Ювентус                | 4:2     | Тепліцер         |                  |
| 10                     | 1934                   | 1/4                    | 08.07.1934, Турин        | Ювентус                | 1:1     | Уйпешт           |                  |
| Всього у кубку Мітропи | Всього у кубку Мітропи | Всього у кубку Мітропи | Всього у кубку Мітропи   | Всього у кубку Мітропи | 10      |                  | 2                |

## Титули і досягнення
- Чемпіон Італії (2):

«Ювентус»: 1932-1933, 1933-1934
- Переможець Ліги Пауліста (1):

«Палмейрас»: 1942